# Détox
Pour les articles homonymes, voir Detox.
Détox est une série télévisée française créée par Marie Jardillier, diffusée depuis le 1er septembre 2022 sur Netflix.

## Synopsis
Léa et Manon, deux cousines vivant en colocation, sont amenées à se remettre en question après une mauvaise journée : Léa, qui espionne en ligne son ex-petit ami Guillaume depuis leur rupture un an auparavant, reçoit une plainte de sa part pour harcèlement et se retrouve bloquée de toute sa vie numérique, et Manon, rappeuse au début de sa carrière, fait un bad buzz sur les réseaux sociaux après un concert désastreux. Réalisant au cours d'une nuit d'ivresse que leurs malheurs viennent de leur dépendance à leur téléphone portable, elles décident de se couper de tous leurs écrans pendant un mois. Cette décision va avoir des répercussions sur tout leur entourage.

## Distribution
Acteurs principaux
- Tiphaine Daviot : Léa
- Manon Azem : Manon
- Oussama Kheddam : Gagan
- Charlotte de Turckheim : Mireille
- Zinedine Soualem : Philippe
- Helena Noguerra : Patricia
- Laurent Bateau : Bernard
- Paul Muguruza : Yacine

Acteurs secondaires
- Côme Levin : Julien
- Alicia Hava : Audrey
- Ben : Nico
- Naidra Ayadi : Reem
- Gauthier Battoue : Guillaume
- Nicolas Berno : Driko
- Magali Lange : Mélanie
- Lola Dubus : Carla
- Adel Djemai : Sven
- Manon Bresch : Lilou, l'instagrameuse

## Fiche technique
- Titre anglophone : Off the Hook
- Scénario : Marie Jardillier, Estelle Koenig et Joel Nsita
- Réalisation : Marie Jardillier
- Image : Quentin de Lamarzelle
- Musique : Matei Bratescot
- Montage : Jean-Baptiste Morin et Olivier Gajan
- Décors : Charlotte Martin Favier
- Costumes : Isabelle Matthieu
- Production : Lisa Leboff et Laetitia Galitzine
- Société de production : Chapka TV

## Épisodes
| N° | # | Titre                                            | Réalisation      | Scénario                                       | Date de diffusion  |
| -- | - | ------------------------------------------------ | ---------------- | ---------------------------------------------- | ------------------ |
| 1  | 1 | On est des merdes ou on est pas des merdes ?     | Marie Jardillier | Marie Jardillier, Estelle Koenig et Joel Nsita | 1er septembre 2022 |
| 2  | 2 | C'est parce qu'y a mon ex qui vient avec un +1   | Marie Jardillier | Marie Jardillier, Estelle Koenig et Joel Nsita | 1er septembre 2022 |
| 3  | 3 | La shlague !                                     | Marie Jardillier | Marie Jardillier, Estelle Koenig et Joel Nsita | 1er septembre 2022 |
| 4  | 4 | Tape dans ma main qui pue des pieds !            | Marie Jardillier | Marie Jardillier, Estelle Koenig et Joel Nsita | 1er septembre 2022 |
| 5  | 5 | Vous permettez que j'vous coupe ?                | Marie Jardillier | Marie Jardillier, Estelle Koenig et Joel Nsita | 1er septembre 2022 |
| 6  | 6 | Meuf, elles sont très bizarres, tes techniques ! | Marie Jardillier | Marie Jardillier, Estelle Koenig et Joel Nsita | 1er septembre 2022 |